# 305e division d'infanterie
La  305e division d'infanterie (en allemand : 305. Infanterie-Division ou 305. ID) est une des divisions d'infanterie de l'armée allemande (Wehrmacht) durant la Seconde Guerre mondiale.

## Historique
La 305e division d'infanterie est formée le 15 décembre 1940 dans le secteur de Ravensburg dans le Wehrkreis V à partir de la 78. et de la 296. Infanterie-Divisionen tant qu'élément de la 13. Welle (13e vague de mobilisation).
À la mi-mai 1941, elle quitte l'Allemagne et est transférée en France dans le secteur de Libourne-Ruffec.
Elle est transférée en mai 1942 sur le Front de l'Est avec l'Heeresgruppe Sud.
Elle participe au sein de la VI. Armee à la bataille de Kharkov et de Stalingrad.
Lors de la bataille de Stalingrad, elle participe d'abord, au sein du VIII. Armeekorps, à la défense du flanc nord des armées du général Paulus, entre le Don et la Volga. Elle intervient ensuite dans la ville de Stalingrad à partir du 14 octobre 1942 où elle participe notamment à la prise de l'usine de tracteur Dzerjinski puis aux très durs combats dans l'usine d'armement Barricade. Avec le reste de la VI. Armee, elle est enfermée dans la ville par la contre attaque soviétique le 19 novembre 1942 et capitule le 2 février 1943.
L'unité est reformée en mars 1943 en France en Bretagne, puis part en avril dans le nord entre Amiens et Boulogne-sur-Mer.
Elle est transférée dans le Sud de la France près de Nice en mai pour relever la 4e armée italienne avant d'intervenir en Italie en août 1943 avec l'Heeresgruppe B.
Elle subit de lourdes pertes en janvier 1944 dans le secteur de Rome.
Recomplétée plusieurs fois avec du personnel provenant d'autres divisions infanterie, elle se bat dans le nord de l'Italie et se retrouve près de Bologne en janvier 1945. Elle capitule à la fin de la guerre dans la région de Pô.

### Différents insignes

Logo N°1
Logo N°2
Logo N°3

## Organisation

### Commandants
| Date                                | Grade                  | Commandant               |
| ----------------------------------- | ---------------------- | ------------------------ |
| 15 décembre 1940 - 12 avril 1942    | Generalleutnant        | Kurt Pflugradt           |
| 12 avril 1942 - 1er novembre 1942   | Generalleutnant        | Kurt Oppenländer         |
| 1er novembre 1942 - 31 janvier 1943 | Generalleutnant        | Bernhard Steinmetz       |
| Reformation                         |                        |                          |
| 5 mars 1943 - ? décembre 1944       | General der Artillerie | Friedrich-Wilhelm Hauck  |
| ? décembre 1944 - 29 décembre 1944  | Oberst                 | Friedrich Trumpeter      |
| 29 décembre 1944 - 8 mai 1945       | Generalmajor           | Friedrich von Schellwitz |

### Officiers d'opérations (Generalstabsoffiziere (Ia))
| Date                           | Grade               | Commandant                                                              |
| ------------------------------ | ------------------- | ----------------------------------------------------------------------- |
| Décembre 1940 - Mars 1941      | Oberstleutnant i.G. | Franz von Bierbauer zu Bernstein                                        |
| Mars 1941 - Décembre 1941      | Major i.G.          | Max Freiherr von Schade                                                 |
| ? - 14 mars 1942               | Oberstleutnant i.G. | Kuhn                                                                    |
| ? 1942 - 2 février 1943        | Oberstleutnant i.G. | Rudolf Paltzo                                                           |
| Reformation                    |                     |                                                                         |
| ? 1943 - ? 1943                | Oberstleutnant i.G. | Ludwig-Philipp Graf von Ingelheim genannt Echter von und zu Mespelbrunn |
| 1er mars 1944 - 1er avril 1945 | Oberstleutnant i.G. | Wilhelm Schuster                                                        |
| 1er avril 1945 - Mai 1945      | Major i.G.          | Wolfgang Lambrecht genannt Spieth                                       |

## Théâtres d'opérations
- Allemagne : Décembre 1940 - Juillet 1941
- France : Juillet 1941 - Mai 1942
- Front de l'Est secteur Sud : Mai 1942 - Octobre 1942
- Stalingrad : Octobre 1942 - Janvier 1943
- France : Mars 1943 - Août 1943
- Italie : Août 1943 - Mai 1945

## Ordres de bataille
1942
- Infanterie-Regiment 576
- Infanterie-Regiment 577
- Infanterie-Regiment 578
- Artillerie-Regiment 305
- Pionier-Bataillon 305
- Panzerjäger-Abteilung 305
- Nachrichten-Abteilung 305
- Versorgungseinheiten 305

1944
- Grenadier-Regiment 576
- Grenadier-Regiment 577
- Grenadier-Regiment 578
- Füsilier-Bataillon 305
- Artillerie-Regiment 305
- Pionier-Bataillon 305
- Panzerjäger-Abteilung 305
- Nachrichten-Abteilung 305
- Feldersatz-Bataillon 305
- Versorgungseinheiten 305